# Cartoon Network (Espanha)
Cartoon Network Espanha foi um canal de televisão por assinatura espanhol que pertenceu a Turner Broadcasting System Europe, sob a marca internacional do Cartoon Network. Sua programação era destinada ao público infantojuvenil. Em junho de 2013 a Turner decidiu encerrar suas transmissões no país, por causa da crise económica que a Espanha enfrentava na época. Apesar do encerramento, a Turner decidiu continuar exportando a marca Cartoon Network na internet e no canal Boing, através do bloco de programação «Findes Cartoon Network».

## História

O logótipo original do Cartoon Network Espanha, foi usado entre 4 de março de 1994 até 7 de maio de 2005.

O Cartoon Network espanhol em 1993 tinha somente um único sinal europeu que era distribuído através do satélite Astra, e contava com cinco áudios em diferentes idiomas. A 4 de março de 1994 (embora inicialmente a Turner havia dito que aconteceria antes do final de 1993) incorporou o sexto idioma do canal: o espanhol. Mais tarde, o canal também foi incorporado às redes por cabo espanholas. Em 1997, a plataforma Canal Satélite Digital assinou um acordo com a Time Warner onde obteve os direitos da produtora, da entrada do Cartoon Network e do TNT Classic Movies. As dobragens das séries em língua espanhola no Cartoon Network Espanha eram diferentes das dobragens utilizadas no Cartoon Network da América Latina. As séries do Cartoon Network eram transmitidas na maioria dos canais pagos, incluindo o canal Catwork +1, com a mesma programação, mas uma hora depois. Além disso a Turner, que também era produtora do canal Cartoonito, onde passava as séries clássicas do Cartoon Network e também dos canais dos filmes e séries da TNT, TCM e TCM Autor. Também era publicada uma revista chamada Cartoon Network Magazine, mas não conduzia o canal, pois a licença pertencia a outro proprietário.

### Fechamento do canal e início como um bloco
A Turner Broadcasting System Europe anunciou a 14 de junho de 2013 que iria parar de transmitir o Cartoon Network e o Cartoonito em Espanha no dia 30 de junho de 2013. A 20 de junho, foi publicado no blogue do Cartoon Network sobre o encerramento das suas transmissões na televisão espanhola, mas comunicou que o sítio continuaria ativo, e que passaria a ter um serviço de televisão a pedido (VOD) para tabletes, smartphones e televisões conectadas onde seriam transmitidas normalmente as séries do canal. Também explicou que este conteúdo estaria disponível no sítio do canal e que a Turner continuaria sua presença no canal temático infantil Boing, do grupo audiovisual Mediaset España Comunicación, com quem tem um empreendimento conjunto na referida emissora.
Pouco antes das 00:00 horas do dia 1 de julho de 2013, o canal encerrou suas transmissões em Espanha após vinte anos de transmissão e sua última emissão foi Star Wars: The Clone Wars. O canal, desde esse momento, emitiu um bloco de continuidade, cada operador de distribuição do sinal colocava alguns minutos depois um sinal, para informar aos clientes que o canal deixaria de transmitir em Espanha. No final de agosto de 2013, o canal Boing informou que desde o dia 14 de setembro, todos os finais de semana o canal teria um bloco de conteúdos chamado «¡Findes! Cartoon Network» onde são transmitidos novos episódios de Hora de aventuras e Historias corrientes a partir das 10:30.